# Coronel Cintra
O Coronel Cintra (Chief O´Hara, no original) é o comandante da polícia de Patópolis. Frequentemente solicita as ajudas de Mickey e de Pateta, para desvendar mistérios ou prender bandidos.
Criado em 1939, na história Mickey Mouse outwits The Phantom Blot e presente em já mais de 2000 histórias, é um personagem bem recorrente nas histórias de crimes e de detetives. Muitas vezes, o vilão perseguido pela polícia liderada por ele é o Mancha Negra.
A sua 1ª aparição no Brasil foi na história O mágico do mal, de 1973.
Coronel Cintra também apareceu nas animações, nas séries Mickey Mouse Works e House of Mouse, em ambas dublado por Corey Burton na versão em inglês.